# Skoky na lyžích na Zimních olympijských hrách 1992
Skoky na lyžích na Zimních olympijských hrách 1992 v Albertville zahrnovaly tři  soutěže ve skocích na lyžích. Místem konání byl skokanský areál Tremplin du Praz v Courchevel.
V soutěžním programu byla i soutěž družstev na velkém můstku, ve které Československo získalo třetí místo.

## Přehled medailí
| Pořadí | Země                 | Zlato | Stříbro | Bronz | Celkově |
| ------ | -------------------- | ----- | ------- | ----- | ------- |
| 1.     | Finsko (FIN)         | 2     | 0       | 1     | 3       |
| 2.     | Rakousko (AUT)       | 1     | 3       | 1     | 5       |
| 3.     | Československo (TCH) | 0     | 0       | 1     | 1       |
| Celkem | Celkem               | 3     | 3       | 3     | 9       |

## Medailisté

### Muži
| Disciplína            | Zlato                                                                        | Výkon | Stříbro                                                                     | Výkon | Bronz                                                                       | Výkon |
| --------------------- | ---------------------------------------------------------------------------- | ----- | --------------------------------------------------------------------------- | ----- | --------------------------------------------------------------------------- | ----- |
| střední můstek        | Ernst Vettori · Rakousko (AUT)                                               | 228,8 | Martin Höllwarth · Rakousko (AUT)                                           | 218,1 | Toni Nieminen · Finsko (FIN)                                                | 217,0 |
| velký můstek          | Toni Nieminen · Finsko (FIN)                                                 | 239,5 | Martin Höllwarth · Rakousko (AUT)                                           | 227,3 | Heinz Kuttin · Rakousko (AUT)                                               | 214,8 |
| velký můstek družstva | Finsko · Ari-Pekka Nikkola · Mika Laitinen · Risto Laakkonen · Toni Nieminen | 644,4 | Rakousko · Heinz Kuttin · Ernst Vettori · Martin Höllwarth · Andreas Felder | 642,9 | Československo · František Jež · Tomáš Goder · Jaroslav Sakala · Jiří Parma | 620,1 |